# Soča (miejscowość)
Soča – wieś w Słowenii, w gminie Bovec. W 2018 roku liczyła 133 mieszkańców.